# Podarcis lilfordi rodriquezi

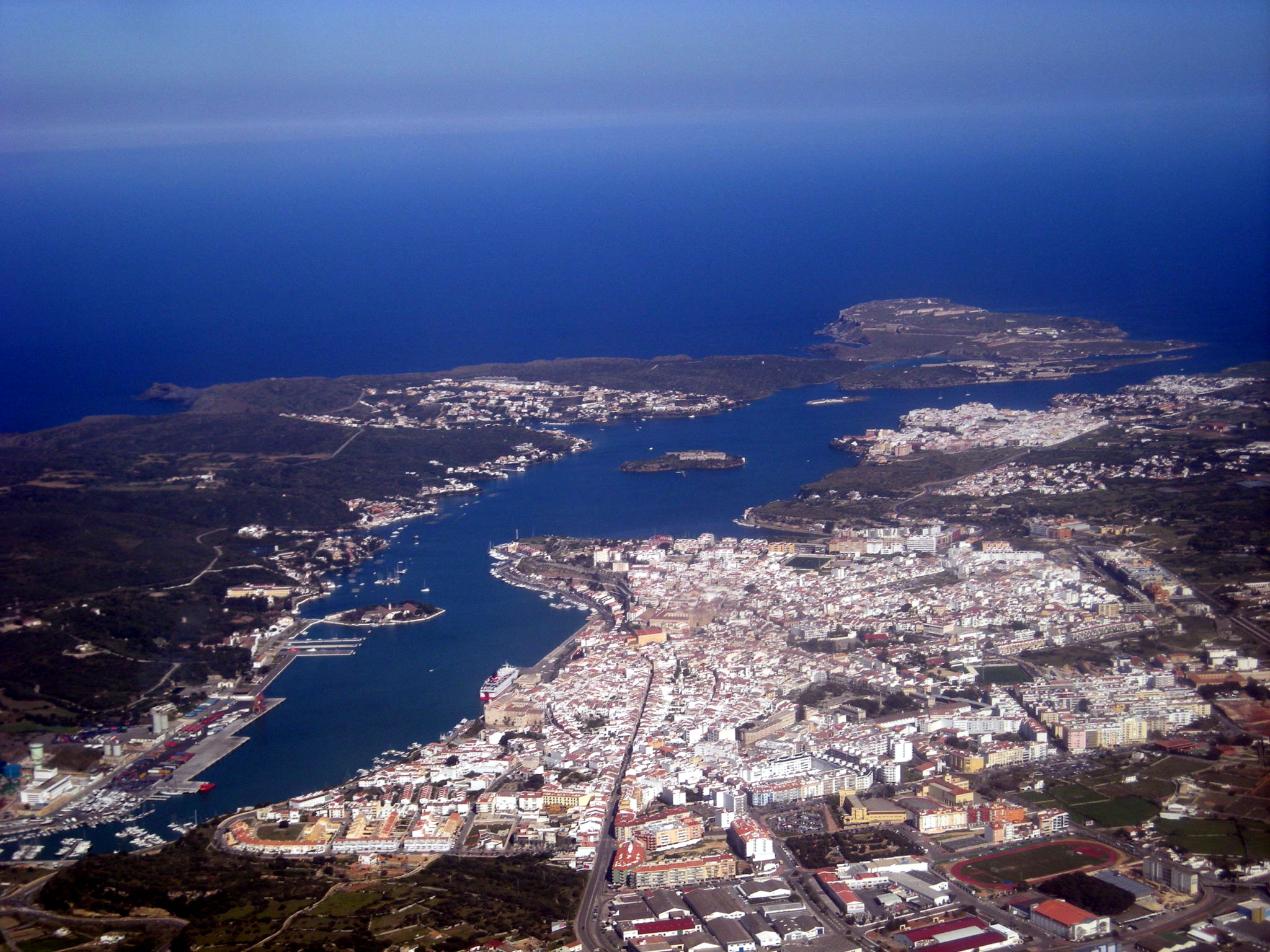
La isla de Ratas estaba ubicada entre la Isla del Rey (en el centro de la foto) y la orilla sur (a su derecha).

El lagarto de las Islas Ratas (Podarcis lilfordi rodriquezi), es una subespecie extinta de lagartija balear que una vez vivió en la isla de Ratas, una isla pequeña y rocosa en la bahía de Mahón, Menorca (España). Pero la isla de Ratas, que era su hábitat, fue destruida cuando se reconstruyó el puerto de la ciudad. El último avistamiento de esta subespecie fue en 1950 y se presupone extinto. Cuatro ejemplares de este lagarto europeo se conservan en colecciones de museos.